# Ziomara Morrison
Ziomara Esket Morrison Jara (ur. 15 lutego 1989 w Santiago) – chiljska koszykarka występująca na pozycji środkowej, obecnie zawodniczka Aluinvent DVTK Miskolc.
19 maja 2016 została zawodniczką Wisły Can-Pack Kraków.
20 sierpnia 2018 dołączyła do Artego Bydgoszcz.
10 września 2019 zawarła umowę z węgierskim Aluinvent DVTK Miskolc.

## Osiągnięcia
Stan na 10 września 2019, na podstawie, o ile nie zaznaczono inaczej.

### Drużynowe
- Mistrzyni:
  - Turcji (2016)
  - Chile (2014)
- Wicemistrzyni:
  - Hiszpanii (2013)
  - Polski (2017)[8]
- Zdobywczyni pucharu:
  - Hiszpanii (2013)
  - Castilla Leon (2011)
  - Polski (2017)[9]
- Awans do najwyższej klasy rozgrywkowej w Hiszpanii (2011 – mistrzyni II ligi)
- Uczestniczka rozgrywek:
  - Euroligi (2012/13)
  - Eurocup (2014/15)

### Indywidualne
(* – nagrody przyznane przez portale eurobasket.com, latinbasket.com)
- MVP pucharu Castilla Leon (2011)
- Najlepsza zawodniczka krajowa ligi chilijskiej (2019)*[10]
- Środkowa roku ligi:
  - chilijskiej (2019)[10]
  - hiszpańskiej (2013)
- Zaliczona do*:
  - I składu:
    - turnieju ODESUR (2014)
    - ligi chilijskiej (2019)*[10]

  - składu LFB Honorable Mention (2012)

### Reprezentacja
Drużynowe
- Wicemistrzyni igrzysk Ameryki Południowej (2014)
- Brązowa medalistka Ameryki Południowej (2008, 2013)
- Uczestniczka mistrzostw Ameryki:
  - 2007 – 6. miejsce, 2009 – 6. miejsce, 2013 – 6. miejsce, 2015 – 8. miejsce
  - Południowej:
    - 2006 – 4. miejsce, 2008, 2010 – 5. miejsce, 2013, 2014 – 4. miejsce, 2015
    - U–17 (2005 – 4. miejsce)

Indywidualne
- MVP mistrzostw Ameryki Południowej U–17 (2005)
- Zaliczona do (przez Latinbasket.com):
  - I składu mistrzostw Ameryki Południowej (2014)
  - II składu:
    - mistrzostw Ameryki Południowej (2010, 2013)
    - pucharu Ameryki Południowej (2014)

  - składu Honorable Mention mistrzostw Ameryki (2013, 2015)
- Liderka:
  - strzelczyń:
    - mistrzostw Ameryki:
      - 2013
      - Południowej:
        - 2014
        - U–17 (2005)

    - igrzysk Ameryki Południowej (2014)

  - w zbiórkach:
    - mistrzostw Ameryki Południowej:
      - 2010, 2013, 2014
      - U–17 (2005)

    - igrzysk Ameryki Południowej (2014)

  - w blokach:
    - mistrzostw Ameryki:
      - 2013
      - Południowej:
        - 2013
        - U–17 (2005)

    - igrzysk Ameryki Południowej (2014)